# Hans Karl von Diebitsch-Sabalkanski

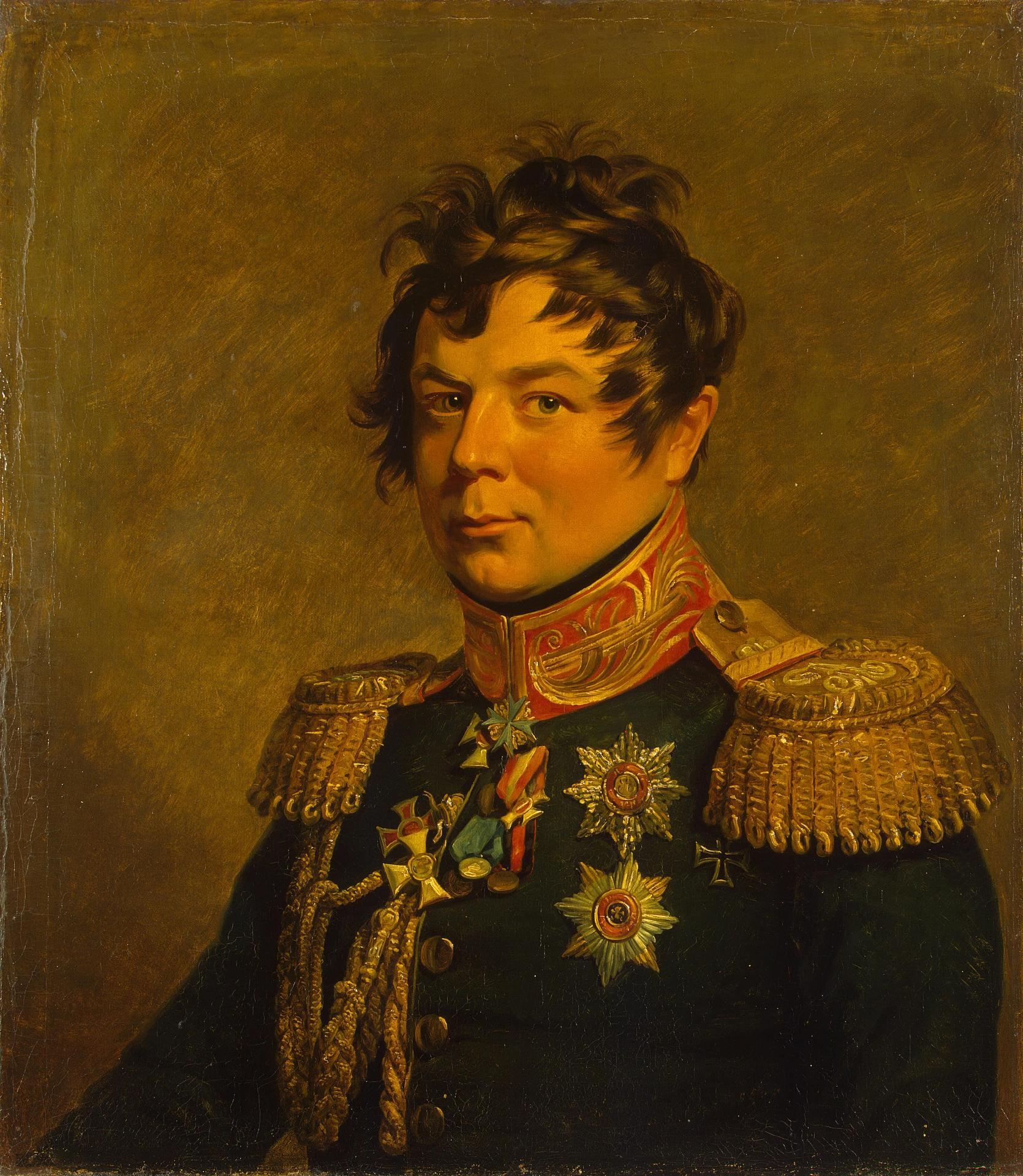
Hans Karl Friedrich Anton von Diebitsch-Sabalkanski

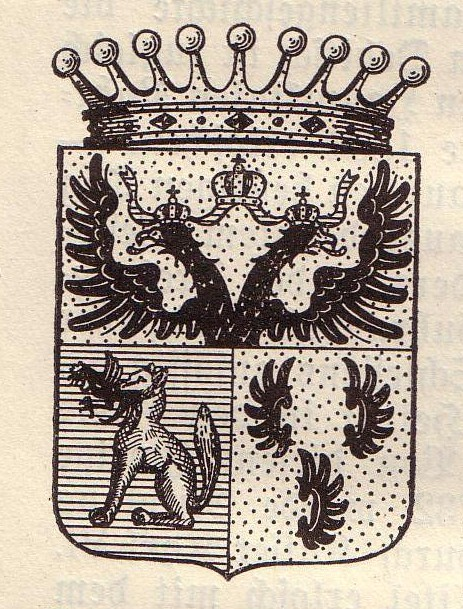
Das Wappen der Grafen von Diebitsch-Sabalkanski

Hans Karl Friedrich Anton Graf von Diebitsch-Sabalkanski (russisch Иван Иванович Дибич-Забалканский bzw. Iwan Iwanowitsch Diebitsch-Sabalkanski; * 13. Mai 1785 in Groß Leipe bei Obernigk, Niederschlesien; † 29. Maijul. / 10. Juni 1831greg. in Kleszewo bei Pultusk) war ein Feldmarschall der russischen Armee.

## Familie
Diebitsch entstammte einem alten schlesischen Adelsgeschlecht. Die direkte Stammreihe begann mit Heinrich von Diebitsch (* um 1400), dem Hofmeister des Herzogs Ludwig II. von Liegnitz (1435 erwähnt).
Hans von Diebitsch war der Sohn von Ehrenfried Freiherr von Diebitsch und Narten (1738–1822) und dessen dritter Ehefrau Marie Antoinette von Erckert (1743–1805). Der Vater hatte seit 1756 in der preußischen Armee gedient und war 1785 in der Suite von Friedrich dem Großen. 
Nach dem Regierungsantritt Zar Pauls I. ging er 1798 als Erzieher des Herzogs Eugen Friedrich von Württemberg mit seiner Familie nach Russland und gehörte zur kaiserlichen Suite. Als russischer Generalmajor und Inspektor der Waffenfabriken zu Tula wurde er 1801 bei der Kurländischen Ritterschaft immatrikuliert.
Hans heiratete am 31. Mai 1815 die 15-jährige Jenny Baronesse von Tornau (* 1800; † 25. März 1830). Ihre Eltern waren Georg Leonhard von Tornauw († 1825), später Postmeister in Riga, und dessen Ehefrau Johanna Wilhelmine von Smitt. Sie war auch die Nichte des 1813 in den Fürstenstand erhobenen Feldmarschalls Michael Andreas Barclay de Tolly. Johann/Hans wurde am 12. Januar 1826 bei der Estländischen Ritterschaft unter der Nr. 45 immatrikuliert.
Das Majorat über Sabalkansk, Kr. Jamburg (auch Yamburg, seit 1922 Kingissepp im Gouvernement St. Petersburg) ging nach seinem Tod 1831 mit 21 Ortschaften auf seinen Neffen Carl von Prittwitz über, kaiserlich russischer General der Kavallerie à la suite und Generaladjutant des Zaren Nikolaus I.

## Leben

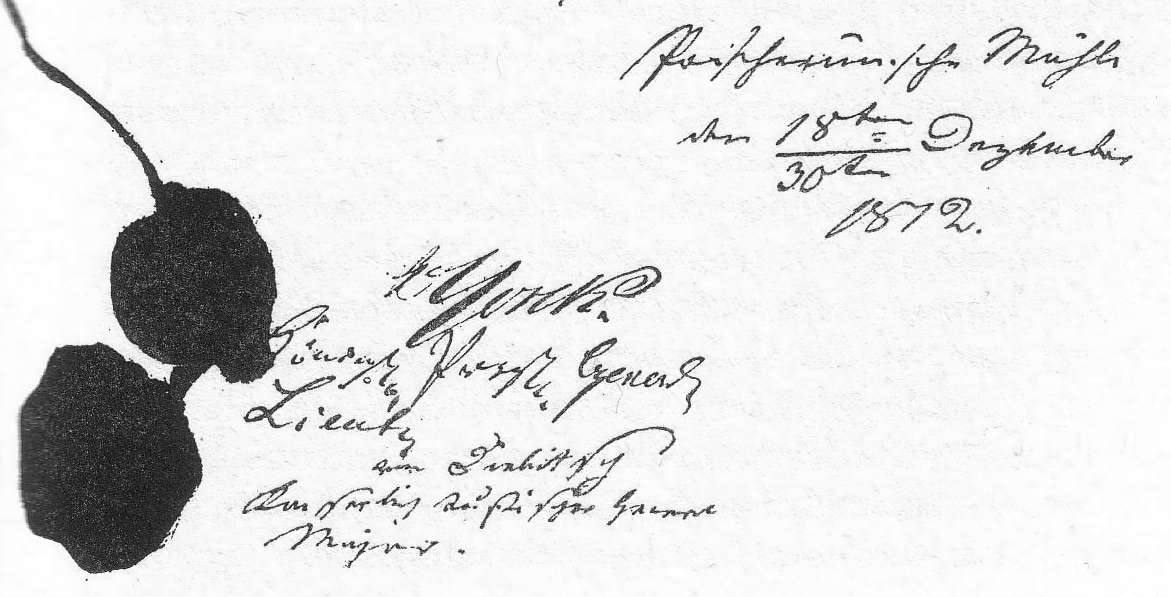
Die Unterschriften von Yorck (Königlich Preuß. General Lieutn.) und Diebitsch (Kaiserlich Russischer General Major) unter der Konvention von Tauroggen vom 30. Dezember 1812

Diebitsch erhielt seine Bildung in dem Kadettenhaus zu Berlin und trat 1801 auf Wunsch von Zar Alexander I. als Fähnrich in das russische Semjonowskoje-Leibgarderegiment ein. Wegen seiner bei Austerlitz, wo er verwundet wurde, Preußisch Eylau und Friedland bewiesenen Tapferkeit zum Hauptmann befördert, kam er 1812 beim Einfall Napoleons in Russland als Generalquartiermeister zum Wittgensteinschen Korps. Er wurde zur Belohnung für seine kühne Verteidigung einer Brücke im Kampf um Polozk zum Generalmajor befördert.
Am 30. Dezember 1812 schloss er mit General Yorck, dem Chef des preußischen Kontingentes in der französischen Armee, die Konvention von Tauroggen ab. Sie war der Anstoß zu Preußens Erhebung gegen Napoleon, die in die Freiheitskriege überging.
Nach der Schlacht von Großgörschen zu Barclay de Tollys Armeekorps versetzt, war er bei Abschluss des geheimen Vertrags zwischen Russland, Österreich, Preußen und Großbritannien, der am 14. Juni 1813 in Reichenbach zustande kam, beteiligt. Große Tapferkeit bewies er in den Schlachten bei Dresden und Leipzig und wurde nach letzterer zum Generalleutnant befördert.
Bei Napoleons Rückkehr von Elba wurde er zum Kongress nach Wien berufen und von da als Chef des Generalstabs zum 1. Armeekorps gesandt. Nach dem Frieden ernannte ihn Zar Alexander I. zu seinem Generaladjutanten und 1822 zum Chef des Großen Generalstabs. Im Jahre 1825 hatte er dem Großfürsten Konstantin die Nachricht vom Tode des Zaren zu überbringen. Diebitsch stand auf der Todesliste der Dekabristen. Doch bevor sie das Attentat ausführen konnten, wurde ihr Aufstandsversuch niederschlagen. Diebitsch war maßgeblich daran beteiligt und wurde anschließend vom neuen Zaren Nikolaus I. zum General befördert.
In dem im Frühling 1828 begonnenen Feldzug gegen die Türken erwarb er sich durch die freilich nur durch Verrat des türkischen Kommandanten erfolgte Einnahme von Warna den Andreasorden. Seit Februar 1829 Oberbefehlshaber, erzwang er im Juli den Übergang über den Balkan, dem am 20. August die Kapitulation von Adrianopel folgte, wo im September der gleichnamige Frieden geschlossen wurde. Dafür wurde Diebitsch schon am 11. August 1829 vom Zaren in den Grafenstand mit dem Namenszusatz Sabalkanski (Überschreiter des Balkans) erhoben. Am 22. September 1829 wurde er zum Generalfeldmarschall ernannt.
Nach beendetem Krieg kehrte Diebitsch-Sabalkanski nach Petersburg zurück und hielt sich dann fast das ganze Jahr 1830 in diplomatischer Mission in Berlin auf. Nach Ausbruch des polnischen Aufstands überschritt er am 5. Februar 1831 als Oberbefehlshaber von 118.000 Mann die polnische Grenze, ließ seine Truppen in verschiedenen Abteilungen die Richtung nach Warschau einschlagen und griff nach einigen unbedeutenden Gefechten am 25. Februar die Polen in der Schlacht bei Grochów an. Er erlitt große Verluste, aber die Polen mussten sich in der Nacht bis Praga zurückziehen. Diebitsch-Sabalkanski, dem das Wagnis einer Bestürmung Pragas und Warschaus zu gefährlich schien, trat zur Erholung und Verstärkung seiner Truppen gleichfalls den Rückzug an und schlug am 26. Mai den Angriff der Polen unter Skrzynecki in der Schlacht von Ostroleka zurück. Wenige Tage darauf erlag er am 10. Juni in Kleszewo bei Pultusk der Cholera und wurde auf dem Wolkowo-Friedhof in Sankt Petersburg begraben.

## Orden und Ehrungen
- Ehrendegen, 1805

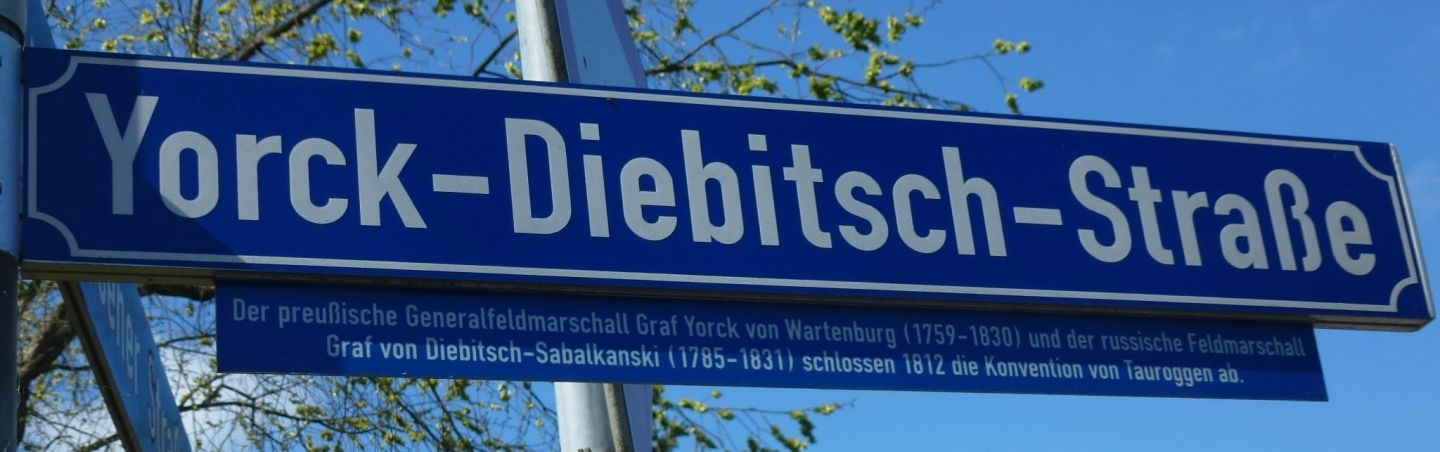
Straßenschild der Yorck-Diebitsch-Straße in Leipzig

- Georgskreuz, 4. Klasse 1807, 1. Klasse 1829
- Pour le Mérite, 1807
- Degen mit Brillanten, 1812
- Andreasorden, 1828
- Schwarzer Adlerorden mit Brillanten, 1830
- Ehrendegen mit Edelsteinen, 1830
- Ehrenmitglied der Russischen Akademie der Wissenschaften[2]
- In Leipzig gibt es eine Yorck-Diebitsch-Straße.
- In der Walhalla ist eine Büste von Hans Karl von Diebitsch zu sehen.